# ابراهیم کورانی
ابراهیم بن حسن شهرانی کورانی همچنین شهرت‌یافته به شهرزوری و لقب‌گرفته به برهان‌الدین (۱۶۱۶–۱۶۹۰م) فقیه و محدث شافعی عراقی در سدهٔ شانزدهم میلادی بود که آثار بسیاری نگاشت. از اهالی شهران، شهرزور بود، در شام و مصر به فراگیری حدیث پرداخت و سپس ساکن مدینه شد؛ همان‌جا درگذشت و در بقیع دفن شد. به هر سه زبان عربی، فارسی و ترکی آشنایی و تسلط داشت.